# Racendów
Racendów – wieś w Polsce położona w województwie wielkopolskim, w powiecie jarocińskim, w gminie Kotlin.
W latach 1975–1998 miejscowość administracyjnie należała do województwa kaliskiego.
We wsi był przystanek kolei wąskotorowej Racendów.